# Filippo Turconi
Filippo Turconi (Varese, 20 ottobre 2005) è un ciclista su strada italiano, che corre per il team VF Group-Bardiani CSF-Faizanè. È professionista dal 2024.

## Biografia
Filippo nasce nell'ottobre del 2005 a Varese, da padre riparatore di porte e madre geometra. È nipote dell'ex ciclista professionista Stefano Zanini. Tra i sei e i quattordici anni si dedica allo scialpinismo, con buoni risultati. Abbandona però questa disciplina per dedicarsi al ciclismo. Anche il fratello minore Matteo pratica questo sport a livello agonistico.
Ha iniziato con lo Ju Green di Gorla Minore, nel 2018 è passato all'UC Bustese Olonia. Nella stagione 2023 si è distinto come uno dei migliori juniores italiani. Definito un corridore completo, ha ottenuto sei vittorie e vari piazzamenti d'onore a livello nazionale. Si è inoltre classificato secondo al Giro di Primavera.
Passato al professionismo nel 2024 con il team VF Group-Bardiani CSF-Faizanè, ha ottenuto la sua prima vittoria un anno dopo al Trofeo Piva.

## Palmarès

### Strada
- 2020 (Juniores)

Campione Italiano Cronometro a Squadre Studentesco
- 2022 (Juniores)

Cirié-Pian della Mussa
Trofeo Santuario del Boden (cronometro)
- 2023 (Juniores)

Trofeo Cassa Rurale ed Artigiana di Cantù
GP Liberazione Citta di Massa Juniors
Piccola Tre Valli Varesine
1ª tappa Giro della Valdera (Pontedera > Santa Maria a Monte)
Trofeo Stefano Zanini
Cronoscalata Ust Luserna SG-Rora
- 2025 (VF Group-Bardiani CSF-Faizanè, due vittorie)

Trofeo Piva
Giro del Medio Brenta

#### Altri successi
- 2025 (VF Group-Bardiani CSF-Faizanè)

Classifica miglior italiano Giro Next Gen

## Piazzamenti

### Classiche monumento
- Milano-Sanremo

2025: 161º